# Горшков Георгій Петрович
Гео́ргій Петро́вич Горшко́в (* 11 (24) квітня 1909, село Пудлівці, нині Кам'янець-Подільського району Хмельницької області — † 17 листопада 1984, Москва) — фахівець у галузі геології, геотектоніки, сейсмотектоніки.

## Життєпис
Народився в селі Пудлівці Кам'янецького повіту, Подільської єпархії (Україна), в сім'ї Петра Михайловича Горшкова — студента Санкт-Петербурзького Університету, а пізніше — професора Ленінградського Університету, з 1925 по 1963 рік (!) очолював кафедру геодезії і гравіметрії математичного факультету ЛДУ, і дружини його, Віри Семенівни Горшкової (Садовської). Кілька поколінь предків по лінії батька були кріпаками (столярами, теслями) поміщиків Ребіндера і походили з Володимирської губернії. Згадуючи про дитинство, Петро Михайлович з гіркотою признавався: «Бідніші за нас в церковно-приходській школі нікого не було». Його батько, Михайло Дмитрович, помер рано, залишивши вдову, безграмотну сільську жінку Феодосію Петрівну з шістьма дітьми на руках — від півтора до 15 років.
Сім'я Горшкова в той час, в 1890—1898 рр.., Жила під Харковом. Хата з глиняною долівкою була крита солом'яною стріхою. Пожежа, повінь — які тільки лиха не випадали на її долю. "Якорем нашого спасіння, — казав Петро Михайлович, — став мій старший брат Георгій (стало бути, майбутній дядько Георгія Петровича), у 1898 році закінчив Харківський університет і, як стипендіат Святійшого Синоду, отримав призначення на роботу викладачем математики в духовну семінарію в м.Кам'янець-Подільський. Старший брат був дуже суворий — і до себе, і до нас. Ми боялися його, — записував Георгій Петрович спогади батька, — і тому остерігалися слідувати поганим прикладам, курити, грати в карти, красти, і це нас врятувало: приклад брата нам послужив добру службу ". Георгій Михайлович взяв із собою всю сім'ю і фактично замінив молодшим дітям батька.
В «випіс з метричної книги» (такий був правопис — «Випісь») за 1909 рік, підписаної дідом Г. П. Горшкова по лінії матері — протоієреєм Садовським, «дядько Єгор» (так звали його всі молодші родичі) записаний як «восприемник народженого», в один рядок з Феодосією Петрівною — бабусею Георгія Петровича. Згодом усі шестеро дітей малограмотного тесляра Володимирській губернії, людини, за розповідями, неабиякого, «вийшли в люди»: Микита став офіцером, Петро (батько Георгія Петровича) — астрономом, професором, депутатом Ленсовета, Георгій — заслуженим учителем РРФСР, двічі удостоєним ордена Леніна (а син його, Сергій Георгійович Горшков — наймолодшим адміралом флоту в історії Росії, головнокомандувачем ВМФ СРСР), Євдокія і Марія — викладачками, Іван — службовцям.
Шанобливе ставлення до освіти і знань в родині Горшкова образніше всіх висловив С. Г. Горшков, вимовивши якось запомнившуюся багатьом фразу: «Ну, що я — адмірал? Ось брат мій, професор, — це так!» Віра Семенівна Горшкова (Садовська), мама Георгія Петровича, — родом із сім'ї вже згаданого нами протоієрея Симеона Садовського з села Пудлівці. Навіть чисто зовні це була дивовижна пара: великий, високий, чимось схожий на запорізького козака з спускаються до підборіддя вусами, значний і виглядом, і низьким голосом, і неспішними манерами Петро Михайлович, і мініатюрна, тендітна, аристократична Віра Семенівна. Ймовірно, від неї Георгій Петрович успадкував дар оповідача. Її листи, написані каліграфічним почерком, ті, що й понині зберігаються в родині, — маленькі літературні шедеври, сповнені іронії та любові, свідчать про найглибшої інтелігентності і освіченості, що дозволили дати синові основи знань та прищепити інтерес не тільки до природничих наук, що став професією, але і до вітчизняної історії, архітектурі, музиці. До речі, і Петро Михайлович був прекрасним знавцем вітчизняної історії.
Засновник сейсмічного районування. Лауреат Державної премії СРСР (1980). Заслужений діяч науки РРФСР (1977). Доктор геолого-мінералогічних наук (1947). Професор (1948). Декан геологічного факультету Московського університету (1949—1953). Завідувач кафедри динаміченої геології Московського університету (1953—1983).
Двоюрідний брат адмірала Сергія Горшкова.